# Adecco
A Adecco RH é uma empresa suíça de gestão de recursos humanos.
Foi fundada em 1996 com a fusão entre a francesa Ecco e a suíça Adia Interim.
Atua em mais de 60 países, prestando serviços a mais de 100.000 empresas. Possui aproximadamente seis mil agências, 30 mil funcionários e 3.5 milhões de trabalhadores temporários.
Está em Portugal desde 1990 e no Brasil desde 1999.

## Adecco no mundo

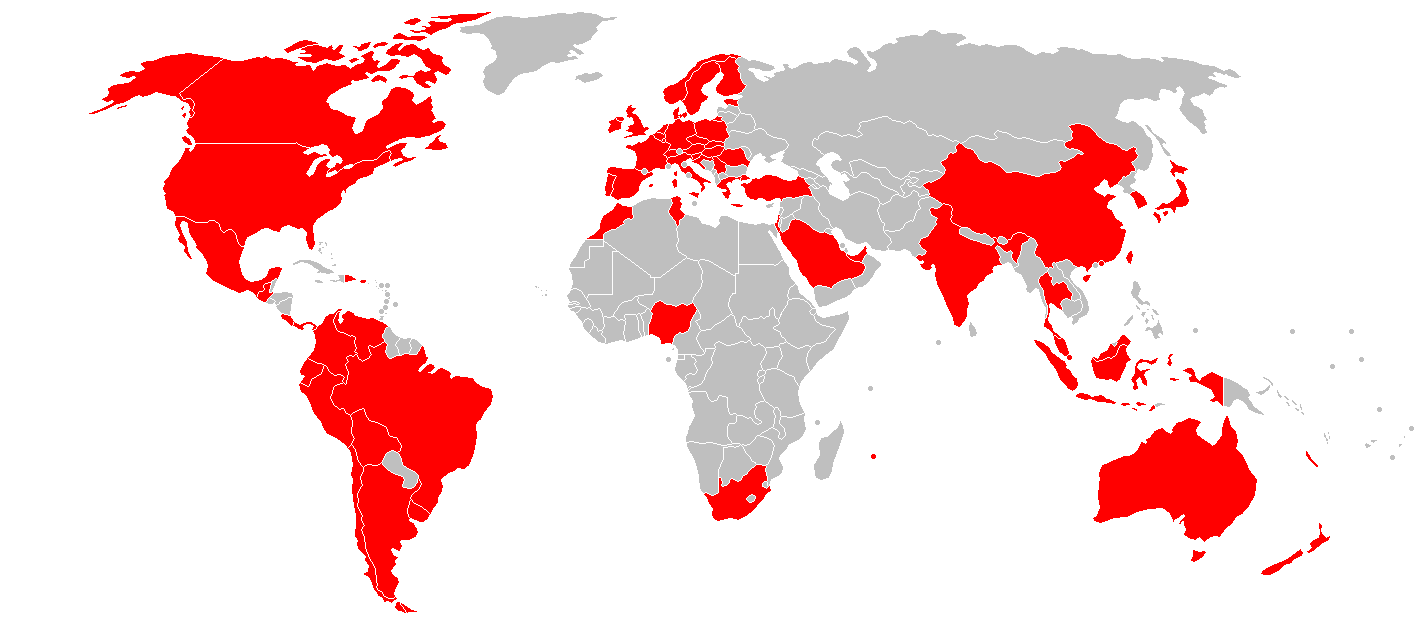
países onde a Adecco está presente